# ريستو جارفا
ريستو جارفا (بالفنلندية: Risto Jarva) (و. 1934 – 1977 م) هو مخرج أفلام، وكاتب سيناريو، ومنتج أفلام فنلندي، ولد في هلسنكي، توفي عن عمر يناهز 43 عاماً، بسبب حادث مرور.

## التعليم
تعلم في Helsinki University of Technology ‏
.

## جوائز
حصل على جوائز منها:
- جائزة جوسي لأفضل نص  [لغات أخرى]‏، عن عمل: عام الأرنب البري  [لغات أخرى]‏ (1978)[5]
- جائزة جوسي لأفضل إخراج  [لغات أخرى]‏، عن عمل: عام الأرنب البري  [لغات أخرى]‏ (1978)[5]
- جائزة جوسي لأفضل إخراج  [لغات أخرى]‏ (3 أبريل 1970)[5]
- جائزة جوسي لأفضل إخراج  [لغات أخرى]‏، عن عمل: The Diary of a Worker [الإنجليزية]‏ (12 مارس 1968)[5]

## وصلات خارجية
- ريستو جارفا على موقع IMDb (الإنجليزية)
- ريستو جارفا على موقع ألو سيني (الفرنسية)
- ريستو جارفا على موقع أول موفي (الإنجليزية)
- ريستو جارفا على موقع قاعدة بيانات الأفلام السويدية (السويدية)
- ريستو جارفا على موقع قاعدة بيانات الفيلم (الإنجليزية)
- ريستو جارفا على موقع كينوبويسك (الروسية)